# Tiago Splitter
Tiago Splitter Beirns (ur. 1 stycznia 1985 w Blumenau) – brazylijski koszykarz, występujący na pozycjach silnego skrzydłowego lub środkowego, reprezentant kraju, mistrz NBA z 2014, multimedalista rozmaitych imprez międzynarodowych. Od 2023 asystent trenera Houston Rockets.
Splitter posiada także hiszpańskie obywatelstwo. Mierzący 211 cm wzrostu koszykarz większość kariery spędził w Europie. W latach 2003–10 grał w zespole TAU Ceramica, wcześniej był graczem CB Bilbao Berri. Z klubem z Vitorii regularnie występował w Eurolidze.
W 2007 został wybrany do NBA przez San Antonio Spurs w pierwszej rundzie draftu z 28 numerem. Jest członkiem reprezentacji Brazylii, brał z nią udział m.in. w MŚ 2006.
12 lipca 2010 podpisał 3-letni kontrakt z San Antonio Spurs. W lipcu 2015 roku został zawodnikiem Atlanty Hawks.
22 lutego 2017 został wytransferowany wraz z wyborem II draftu do the Philadelphia 76ers w zamian za Ersana İlyasovę.
19 lutego 2018 ogłosił oficjalnie zakończenie kariery sportowej w brazylijskiej telewizji kablowej SporTV. W lipcu 2023 został asystentem trenera Houston Rockets.

## Osiągnięcia
Na podstawie, o ile nie zaznaczono inaczej.

### NBA
- Mistrz NBA (2014)[8]
- Wicemistrz NBA (2013)[8]

### Europa
Drużynowe
- 2-krotny mistrz Hiszpanii (2008, 2010)
- Wicemistrz:
  - Euroligi (2005)
  - Hiszpanii (2005, 2006, 2009)
- Brąz Euroligi (2006)
- 4. miejsce w Eurolidze (2007, 2008)
- Zdobywca:
  - Pucharu Hiszpanii (2004, 2006, 2009)
  - Superpucharu Hiszpanii (2005–2008)
- Finalista Pucharu Hiszpanii (2008)

Indywidualne
- MVP:
  - ligi hiszpańskiej (2010)[9]
  - finałów ligi hiszpańskiej (2010)
  - Superpucharu Hiszpanii (2006, 2007)
  - kolejki Euroligi (9, 22 – 2007/2008, 4 – TOP16 – 2008/2009, 2 – 2009/2010)
- Zaliczony do:
  - I składu:
    - Euroligi (2008)[10]
    - All-ACB (2010)

  - II składu Euroligi (2009, 2010)[11][12]
- Lider Euroligi pod względem w zbiórek w ataku (2,7 – 2007)

### Reprezentacja
Drużynowe
- Mistrz:
  - igrzysk panamerykańskich (2003)
  - Ameryki (2005, 2009)
  - Ameryki Południowej (2003)
  - pucharu:
    - pucharu Marchanda (2007, 2009, 2011)
    - Israel Sarmiento Cup (2011)
- Wicemistrz:
  - Ameryki (2011)
  - Ameryki Południowej:
    - U–21 (2000)
    - U–18 (2000)
- Uczestnik:
  - mistrzostw:
    - świata (2002 – 8. miejsce, 2006 – 17. miejsce, 2010 – 9. miejsce, 2014 – 6. miejsce)
    - Ameryki (2005, 2007 – 4. miejsce, 2009)

  - igrzysk olimpijskich (2012 – 5. miejsce)
  - pucharu Stankovicia (2006 – 4. miejsce)
  - kwalifikacji olimpijskich (2008)

Indywidualne
- Zaliczony do I składu mistrzostw Ameryki Południowej (2003)
- Lider mistrzostw świata w skuteczności rzutów z gry (2006 – 64%)[13]